# L'amor ho pot tot
L'amor ho pot tot (títol original en anglès: I Hate Valentine's Day) és una pel·lícula de comèdia romàntica de 2009 escrita i dirigida per Nia Vardalos. La pel·lícula protagonitzada per Vardalos i John Corbett, els quals havien actuat prèviament junts a l'obra d'èxit de Vardalos de 2002, My Big Fat Greek Wedding. La pel·lícula es va estrenar el 3 de juliol de 2009 per IFC Films. El 3 d'agost de 2019 es va estrenar el doblatge en català a TV3.

## Trama
La florista Genevieve Gernier (Vardalos) creu que la millor manera d'aconseguir la plenitud romàntica és mai anar a més de cinc cites amb el mateix home. Es veu obligada a reavaluar la seva filosofia quan coneix a Greg Gatlin (Corbett), un restaurador que es trasllada al seu barri.

## Repartiment
- Nia Vardalos com a Genevieve Gernier
- John Corbett com a Greg Gatlin
- Stephen Guarino com a Bill
- Amir Arison com a Bob
- Zoe Kazan com a Tammy Greenwood
- Gary Wilmes com a Cal
- Mike Starr com a John
- Jason Mantzoukas com a Brian Blowdell
- Judah Friedlander com a Dan O'Finn
- Rachel Dratch com a Kathy Jeemy
- Jay O. Sanders com a Tim the Delivery Guy
- Lynda Gravatt com a Rose
- Suzanne Shepherd com a Edie

## Recepció
L'amor ho pot tot es va estrenar als Estats Units el 3 de juliol de 2009 a tres teatres. La pel·lícula va obtenir 5.009 dòlars al cap de setmana d'estrena, una mitjana per pantalla de 1.670 dòlars. Va recaudar 3.510.643 dòlars l'1 de juliol de 2013.
Les crítiques d'aquesta pel·lícula van ser desfavorables. Basat en vint-i-un comentaris recopilats a Rotten Tomatoes, la pel·lícula va rebre un 16% de valoració positiva.
Un altre agregador de revisions, Metacritic, va donar a la pel·lícula una puntuació mitjana de 17 sobre 100, basat en tretze ressenyes. Se situa entre les dues-centes pel·lícules més rellevants del lloc web amb les pitjors crítiques de tots els temps.
Després de l'èxit d'aquesta cinta, Nia es va atrevir amb la sèrie My Big Fat Greek Wedding per a la CBS, però va suposar un gran fracàs. L'amor ho pot tot es converteix en una altra de les pel·lícules que dirigeix, escriu i protagonitza, envoltant-se de la col·laboració de joves actors poc coneguts com a Zoe Kazan (No és tan fàcil) o Stephen Guarino (BearCity). Tot i que la directora va triar novament a John Corbett com a parella protagonista, igual que per a "My Big Fat Greek Wedding", no es va repetir l'èxit de taquilla. A Espanya no va arribar ni als 300 euros de recaptació, convertint la producció en un autèntic desastre comercial.